# Mamduh bin 'Abd al-'Aziz Al Sa'ud
Mamdūḥ bin ʿAbd al-ʿAzīz Āl Saʿūd (in arabo ممدوح بن عبد العزيز آل سعود‎?; Riyad, 1939 – Gedda, 30 novembre 2023) è stato un principe e politico saudita, membro della famiglia reale Al Saʿūd.

## Biografia

### Primi anni di vita
Il principe Mamdūḥ nacque a Riad nel 1939, figlio del Re ʿAbd al-ʿAzīz Al Saʿūd e di Nuf bint Nawwāf b. Nūrī al-Shaʿlān, che si sposarono nel novembre 1935. Il principe Mamdūḥ aveva due fratelli germani, Thāmir e Mashhūr.

### Politica
Il principe Mamdūḥ fu governatore della provincia di Tabuk dal 1986 al 1987; gli succedette il principe Fahd bin Sulṭān. Egli fu poi Presidente dell'Ufficio di Studi Strategici dal 1997 al 2004. Durante il suo mandato, il principe Mamdūḥ partecipò alle riunioni del Consiglio consultivo a Jedda. Era membro del Consiglio di Fedeltà.

## Albero genealogico
|                                   |                 |                            | Genitori                           |  |  | Nonni |  |  | Bisnonni        |  |  | Trisnonni                     |  |
|                                   |                 |                            |                                    |  |  |       |  |  | Fayṣal Āl Saʿūd |  |  | Turkī bin ʿAbd Allāh Āl Saʿūd |  |
|                                   |                 |                            |                                    |  |  |       |  |  | Fayṣal Āl Saʿūd |  |  | Turkī bin ʿAbd Allāh Āl Saʿūd |  |
|                                   |                 | Hia bint Ḥamad Tamīmī      |                                    |  |  |       |  |  | Fayṣal Āl Saʿūd |  |  |                               |  |
| ʿAbd al-Raḥmān Āl Saʿūd           |                 |                            |                                    |  |  |       |  |  | Fayṣal Āl Saʿūd |  |  |                               |  |
|                                   |                 | Sāra bint Misharī Āl Saʿūd | Misharī b. ʿAbd al-Raḥmān b. Saʿūd |  |  |       |  |  |                 |  |  |                               |  |
|                                   |                 | Sāra bint Misharī Āl Saʿūd | Misharī b. ʿAbd al-Raḥmān b. Saʿūd |  |  |       |  |  |                 |  |  |                               |  |
|                                   |                 | Sāra bint Misharī Āl Saʿūd | …                                  |  |  |       |  |  |                 |  |  |                               |  |
| ʿAbd al-ʿAzīz dell'Arabia Saudita |                 | Sāra bint Misharī Āl Saʿūd |                                    |  |  |       |  |  |                 |  |  |                               |  |
|                                   |                 | Aḥmad al-Kabīr al-Sudayrī  | Muḥammad b. Turkī al-Sudayrī       |  |  |       |  |  |                 |  |  |                               |  |
|                                   |                 | Aḥmad al-Kabīr al-Sudayrī  | Muḥammad b. Turkī al-Sudayrī       |  |  |       |  |  |                 |  |  |                               |  |
|                                   |                 | Aḥmad al-Kabīr al-Sudayrī  | …                                  |  |  |       |  |  |                 |  |  |                               |  |
| Sāra bint Aḥmad al-Sudayrī        |                 | Aḥmad al-Kabīr al-Sudayrī  |                                    |  |  |       |  |  |                 |  |  |                               |  |
|                                   |                 | …                          | …                                  |  |  |       |  |  |                 |  |  |                               |  |
|                                   |                 | …                          | …                                  |  |  |       |  |  |                 |  |  |                               |  |
|                                   |                 | …                          | …                                  |  |  |       |  |  |                 |  |  |                               |  |
| Mamduh bin 'Abd al-'Aziz Al Sa'ud |                 | …                          |                                    |  |  |       |  |  |                 |  |  |                               |  |
|                                   | Nūrī al-Shaʿlān | …                          |                                    |  |  |       |  |  |                 |  |  |                               |  |
|                                   | Nūrī al-Shaʿlān | …                          |                                    |  |  |       |  |  |                 |  |  |                               |  |
|                                   | Nūrī al-Shaʿlān | …                          |                                    |  |  |       |  |  |                 |  |  |                               |  |
| Nawwāf b. Nūrī al-Shaʿlān         | Nūrī al-Shaʿlān |                            |                                    |  |  |       |  |  |                 |  |  |                               |  |
|                                   |                 | …                          | …                                  |  |  |       |  |  |                 |  |  |                               |  |
|                                   |                 | …                          | …                                  |  |  |       |  |  |                 |  |  |                               |  |
|                                   |                 | …                          | …                                  |  |  |       |  |  |                 |  |  |                               |  |
| Nuf bt. Nawwāf b. Nūrī al-Shaʿlān |                 | …                          |                                    |  |  |       |  |  |                 |  |  |                               |  |
|                                   |                 | …                          | …                                  |  |  |       |  |  |                 |  |  |                               |  |
|                                   |                 | …                          | …                                  |  |  |       |  |  |                 |  |  |                               |  |
|                                   |                 | …                          | …                                  |  |  |       |  |  |                 |  |  |                               |  |
| …                                 |                 | …                          |                                    |  |  |       |  |  |                 |  |  |                               |  |
|                                   |                 | …                          | …                                  |  |  |       |  |  |                 |  |  |                               |  |
|                                   |                 | …                          | …                                  |  |  |       |  |  |                 |  |  |                               |  |
|                                   |                 | …                          | …                                  |  |  |       |  |  |                 |  |  |                               |  |
|                                   |                 | …                          |                                    |  |  |       |  |  |                 |  |  |                               |  |